# رحمة رياض
رحمة رياض (19 يناير / كانون الثاني 1987 -)، مغنية عراقية ، وهي البنت الكبيرة للفنان الراحل رياض أحمد وشقيقة المذيعة نعمة رياض .

## النشأة
ولدت رحمة عبد الرضا مزهر نجم السباهي بالعراق لأب عراقي وأم عراقية لأسرة مسلمة. والدها هو الفنان عبد الرضا مزهر والملقب فنيا رياض أحمد، وشقيقتها مقدمة البرامج نعمة رياض. التحقت بالدراسة في صغرها في مدينة صلالة بسلطنة عمان ثم انتقلت لتعيش حالياً بين لبنان وقطر. أحبت رحمة الغناء منذ صغرها، وقد درست أصول الغناء لتتمكن من تطوير صوتها وموهبتها. وقد شجعها والدها الفنان رياض أحمد على الغناء، وبعد وفاته تابعت والدتها تشجيعها على الاستمرار في تطوير شخصيتها الفنية.

## مسيرتها الفنية

### 2010-2004: بداية مسيرتها الفنية والمشاركة في سوبر ستار وستار أكاديمي
في عام 2004 شاركت رحمة في برنامج سوبر ستار وكانت آنذاك في السابعة عشر من عمرها ووصلت إلى المرحلة الثانية ولم يحالفها الحظ للوصول للنهائيات. وفي عام 2006 عندما سمعت عن مسابقة «نجم الخليج» شجعتها والدتها على المشاركة فيها وخاصة إن المسابقة ليست وقفاً على أهل الخليج العربي فحسب، وإنما هي مفتوحة أمام أي شخص يؤدي الغناء الخليجي بإتقان، ونافست حتى النهائيات ولم يحالفها تصويت الجمهور. قدمت العديد من الأغاني الجميلة والطربية واحتلت قلوب الكثير من الجمهور العربي. وفي عام 2008 قدمت رحمة بالتعاون مع الفنان العراقي هيثم يوسف أغنية رحموني وأهدتها للشعب العراقي عامة وإلى روح والدها بوجه الخصوص.
وفي عام 2010، كانت خطوة التقديم لبرنامج ستار أكاديمي هي أكثر الخطوات حظاً ونجاحاً لرحمة حيث لقيت فرصتها الذهبية لكي تظهر أمام الوطن العربي. قدمت أجمل اللوحات وتألقت بجميع الألوان ونالت شرف الغناء مع العديد من فنانات الوطن العربي كالفنانة أصالة نصري، لطيفة، أنغام ونوال الزغبي، كما استطاع جمهورها التعرف على موهبة التمثيل التي تمتلكها.
نافست حتى الوصول إلى الحلقة النهائية مع أصدقائها بالبرنامج ناصيف زيتون من سوريا الذي فاز بلقب ستار أكاديمي ومحمد رمضان من الأردن الذي كان تجمعهما صداقه قوية واحتل المركز الثالث أما رحمة لم يحالفها تصويت الجمهور واحتلت المركز الثاني. ومن الجدير بالذكر أن رحمة حققت جماهيرية كبيرة جدا من خلال ظهورها بالبرنامج وحصلت على أعلى نسبة في البرنامج 69.96% عند حلولها في دائرة الخطر للمرة الأولى.

### 2020-2011: إصدار الأغاني المنفردة ونجاح أغنية «وعد مني»
في عام 2011 وبعد انتهاء ستار أكاديمي عملت رحمة جاهدة لكي تنفذ مشروعها الفني خطوة بخطوة وكانت أول إصداراتها الشخصية أغنية "خلصنا" باللهجة اللبنانية والتي قامت بتصوير في لبنان كفيديو كليب  سبقتها أغنية خاصة لكأس آسيا بعنوان "دعوة قطرية"، كما أصدرت أغنية باللهجة الخليجية بعنوان «مو غلطته».
في عام 2013، وقّعت رحمة عقد إدارة أعمال مع شركة ميوزيك إز ماي لايف وعقد إنتاج مع شركة وتري، وفي تعاونها الأول مع الشركتين، أطلقت أغنية "بوسة" من كلمات تركي الشريف، ألحان فايز السعيد سنة 2014، وتم تصويرها على طريقة الفيديو كليب تحت إدارة المخرج جاد شويري. ومنذ إطلاقها، جمع الفيديو أكثر من مليون مشاهدة على قناتها الرسمية على موقع يوتيوب. وفي السنة ذاتها، نالت رحمة رياض جائزة نجمة الغناء العربية الجديدة خلال حفل جوائز الموريكس دور 2014.
في عام 2015 أصدرت أغنية "عنودي"، بطريقة الليريك فيديو؛ أي الإعتماد على كلمات الأغنية كعنصر أساسي للصورة التسويقية المطروحة. حتى أنّ القنوات المحليّة والعربيّة عرضت الفيديو دون أي مقابل للتسويق ولفترة زمنية طويلة. وفي عام 2016 أطلقت رحمة أغنية "وينك" وأيضاً على طريقة الليريك فيديو. وفي عام 2017 أطلقت أغنيتها الجديدة "خف علي" التي تميّزت في بدايتها حيث أضافت عليها موّال مشهور بصوت والدها رياض أحمد كما وصوّرتها أيضاً على طريقة الليريك فيديو في لبنان. وفي مارس 2018، أعادت رحمة غناء أغنية "لا تشوفني" للفنان العراقي علي صابر وفي 5 أبريل 2018 قامت بإعادة غناء أغنية تركية بعنوان "لست نصيبي" للمغنية ديميت اكالين.
في 22 أغسطس 2018 أصدرت أغنية «وعد مني» من كلمات رامي العبودي وألحان علي صابر. حققت الأغنية نجاح كبير فقد تجاوز فيديو كليب الأغنية حاجز الـ150 مليون مشاهدة بعد حوالي عامين على طرحه، ليحقق بذلك إنجازاً كأكثر فيديو كليب مشاهدة على قناة يوتيوب خاصة بفنانة في الخليج العربي والعراق.

### 2020-حالياً: الشهرة الواسعة والمشاركة في كأس العالم والعرب والخليج وعراق آيدول ونجاح أغنية «الكوكب»
في يناير 2021 شاركت كعضو لجنة تحكيم في برنامج المواهب «عراق أيدول» على شاشة إم بي سي العراق. في 15 يناير 2021 أصدرت رحمة أغنية «أتحداكم» من كلمات عقيل العرد وألحان علي صابر وتوزيع ميثم علاء الدين.
وفي 29 يوليو 2021 أصدرت رحمة أغنية «الكوكب» التي حققت أكثر من مليون مشاهدة على يوتيوب بعد أقل من 24 ساعة من طرحها، الأغنية من كلمات ماهر العزوي، وألحان علي صابر، وتوزيع مهيب الراوي. وفازت الأغنية بجائزة الأغنية الخليجية للعام في جوائز المويكس دور 2022.
في يوليو 2021 جددت إم بي سي عقد رحمة رياض لموسم إضافي من برنامج «عراق آيدول»، الذي عُرض في شهر سبتمبر.
في 30 نوفمبر 2021 افتتحت رحمة فعاليات النسخة العاشرة من بطولة كأس العرب لكرة القدم 2021، بأغنية "الكوكب" وفي نفس اليوم أصدرت الأغنية الخاصة بالبطولة بعنوان "حجرة ورقة ومقص" من غناء رحمة رياض وعبد العزيز لويس وبيغ سوف ومن كلمات حميد البلوشي، ألحان عبدالعزيز لويس وتوزيع طلال العيدان. وتم تصوير الأغنية على طريقة الفيديو كليب تحت إدارة المخرج جاسم الحربان، وطرحها على يوتيوب.
في أكتوبر 2022، تم اختيارها للمشاركة في أغنية "لايت ذا سكاي"، وهي أغنية لكأس العالم 2022 في قطر، بالتعاون مع الفنانين ريدوان ومنال وبلقيس ونورة فتحي. وفي 5 نوفمبر 2022 شاركت في حفل العشاء الخيري السنوي لمركز سرطان الأطفال في لبنان الذي أقيم في دار دبي للأوبرا.
في 6 يناير 2023 شاركت رحمة بالغناء في أفتتاحية كأس الخليج 25 في البصرة حيث قدمت عرضاً فنياً في إستراحة ما بين الشوطين وقامت بغناء أغنية "عاش العراق" التي أصدرتها في اليوم التالي.
في 23 مارس 2023 أصدرت أغنية "ها خويا" وهي أغنية لمسلسل خان الذهب، وحققت الأغنية أكثر من مليون مشاهدة على يوتيوب في غضون 3 أيام من طرحها وتصدرت الترند في العديد من مواقع التواصل الإجتماعي والأغنية هي من إرث والدها حيث أعادت تقديمها بأسلوبها الخاص. وهذه الأغنية هي الثانية لرحمة في شارات المسلسلات الرمضانية لهذا العام، بعد أغنية "بدل ماضي" لمسلسل النار بالنار.

## حياتها الشخصية
في 23 أيار مايو 2021 أعلنت خطوبتها من الممثل العراقي ألكسندر علوم. وفي 6 آب أغسطس 2021 عقدوا قرانهما في حفل بسيط وبحضور أهلهم ومقربيهم وفي 25 مارس 2024 رزقا بأبنتهم الاولى واطلقا عليها اسم عاليه.

## الأغاني
| السنة | اسم الأغنية                         | كلمات         | الحان        | ملاحظة | مصادر  |
| ----- | ----------------------------------- | ------------- | ------------ | --- | ------ |
|       | إنسان أناني                         | محمد الناصر   | دعيج الدوسري | |        |
|       | يجيلك يوم وتبوس إيديّه               | حامد الغرباوي | علي بدر      | |        |
| 2008  | ارحموني                             | حازم جابر     | هيثم يوسف    | بالتعاون مع هيثم يوسف |        |
| 2011  | دعوة قطرية                          | حمود الشمري   | حسن حامد     | |        |
| 2011  | مو غلطته                            | رياض العوض    | بدر الذوادي  | |        |
| 2011  | خلصنا                               | أنور المكاوي  | محمود عيد    | |        |
| 2012  | إلا أكللهم                          | حازم جابر     | حاتم العراقي | |        |
| 2013  | الله كريم                           | ضياء الميالي  | علي صابر     | |        |
| 2014  | بوسة                                | تركي الشريف   | فايز السعيد  | |        |
| 2015  | عنودي                               | حسين الشريفي  | أحمد حداد    | |        |
| 2016  | وينك                                | كاظم السعدي   | غيث محمد     | |        |
| 2018  | وعد مني                             | رامي العبودي  | علي صابر     | |        |
| 2020  | ماكو مني                            | رامي العبودي  | علي صابر     | |        |
| 2020  | احجي مع حالي                        | عماد الاسدي   | سالم سلامة   | |        |
| 2021  | أتحداكم                             | عقيل العرد    | علي صابر     | | [ 36 ] |
| 2021  | الكوكب                              | ماهر العزاوي  | علي صابر     | فازت الأغنية بجائزة الأغنية الخليجية للعام، ممنوحةً من الموريكس دور                                                                                           | [ 37 ] |
| 2022  | أصعد للكمر                          | حيدر الأسير   | علي صابر     | | [ 38 ] |
| 2024  | ما في ليل (بالتعاون مع ناصيف زيتون) | فادي مرجان    | حسن عيسى     | تصدرت المركز الأول في قائمة بيلبورد هوت 100 العربية وتصدرت المركز الخامس في قائمة أفضل أغاني الشرق الأوسط والمركز الخامس عشر في قائمة أفضل أغاني في السعودية |        |

## الجوائز والترشيحات
| السنة | الجائزة                     | الفئة                      | العمل المرشح | النتيجة | المراجع |
| ----- | --------------------------- | -------------------------- | ------------ | ------- | ------- |
| 2011  | جوائز الشرق الأوسط للموسيقى | الجوائز التشجيعية          | رحمة رياض    | فوز     | [ 41 ]  |
| 2014  | الموريكس دور                | نجمة الغناء العربي الجديدة | رحمة رياض    | فوز     | [ 42 ]  |
| 2021  | الموريكس دور                | نجمة الغناء العربي         | رحمة رياض    | فوز     | [ 43 ]  |
| 2022  | الموريكس دور                | أفضل أغنية خليجية          | أغنية الكوكب | فوز     | [ 44 ]  |
| 2022  | جوائز بيغ آبل الموسيقية     | أفضل فنانة عراقية          | رحمة رياض    | رُشِّح     | [ 45 ]  |
| 2023  | الموريكس دور                | نجمة الغناء العربي         | رحمة رياض    | فوز     | [ 46 ]  |

## وصصلات خارجية
- رحمة رياض على موقع IMDb (الإنجليزية)
- رحمة رياض على موقع ميوزك برينز (الإنجليزية)
- رحمة رياض على موقع قاعدة بيانات الفيلم (الإنجليزية)